# Lønkommissionen
Lønkommissionen blev nedsat i 2008 af regeringen Anders Fogh Rasmussen III på baggrund af erfaringerne fra overenskomstforhandlingerne i 2008.
Kommissionen skriver på sin hjemmeside, at: "Lønkommissionens opgave har været at kortlægge, analysere og drøfte, om løn-, ansættelses- og ledelsesstrukturer i den offentlige sektor bidrager til at fremme en positiv udvikling af sektoren og til i dialog med medarbejderne at skabe dynamiske og attraktive arbejdspladser med lokale frihedsgrader, der kan tiltrække og fastholde den efterspurgte og kvalificerede arbejdskraft af begge køn."
Uddybende skriver kommissionen i sammenfatningen af sin redegørelse, at lønkommissionens opgave har været at:  
- Fastlægge lønbegreber pr. præsteret henholdsvis betalt time til brug for kommissionens analyser.
- Kortlægge lønninger, lønspredning og lønudvikling i den offentlige sektor med særligt fokus på perioden siden indførelsen af de nye lønsystemer.
- Sammenligne lønninger, lønspredning og lønudvikling for relevante faggrupper inden for den offentlige sektor, herunder faggrupper inden for typiske kvinde- og mandefag, bl.a. på baggrund af uddannelsesniveau, jobfunktioner, herunder fysisk og psykisk belastning i jobbet, eventuelt ledelsesansvar, anciennitet, rekrutteringsforhold og fraværsmønstre.
- Sammenligne lønninger med relevante faggrupper i den private sektor på grundlag af en samlet vurdering, hvor lønnen ses i sammenhæng med øvrige ansættelsesvilkår, herunder fx den effektive arbejdstid og retten til betalt fravær.
- Undersøge konsekvenserne af det kønsopdelte arbejdsmarked og i den forbindelse have fokus på forholdene inden for traditionelle mande- og kvindefag i den offentlige sektor.
- Belyse og vurdere mulighederne for at modvirke kønsspecifikke rekrutterings- og karrieremønstre.
- Undersøge, om der i forhold til ligelønsloven er problemer med ligeløn på det offentlige område.
- Undersøge løndannelsen i den offentlige sektor, herunder om der er barrierer, der begrænser mulighederne for justering af lønrelationer, og om de nye lønsystemer i tilstrækkelig grad giver mulighed for fastholdelse og en løbende tilpasning til de aktuelle rekrutteringsbehov, herunder på de enkelte arbejdspladser.
- Belyse, om der i den offentlige sektor er hensigtsmæssige rammer for ledelse og arbejdstilrettelæggelse, herunder om lederne har de nødvendige muligheder for i dialog med medarbejderne at kunne udvikle gode arbejdspladser, hvor drivkraften er arbejdsglæde og motivation, og som er attraktive for både kvinder og mænd. Kommissionen har herunder skulle belyse mulighederne for at prioritere opgaveløsningen på arbejdspladserne.